# Neil Ritchie
Sir Neil Methuen Ritchie, britanski general, * 29. julij 1897, † 11. december 1983, Toronto, Kanada.
V začetku druge svetovne vojne je dobil poveljstvo nad britansko osmo armado, ki je nato utrpela velike izgube proti Rommlovem afriškemu korpusu v Severni Afriki in na koncu izgubila Tobruk. Ritchieju so nadrejeni zaradi neodločnosti odvzeli poveljstvo, a je bil kasneje, pred izkrcanjem v Normandiji, ponovno imenovan za poveljnika, tokrat 12. korpusa. Po upokojitvi je emigriral v Kanado, kjer se je ukvarjal s podjetništvom.